# Geoponica
Les Géoponiques (en latin : Geoponica) sont une vaste encyclopédie byzantine du Xe siècle,, en vingt livres,, compilation en grec sur l’agriculture (au sens large). Elle a été rédigée par un anonyme,, vraisemblablement sur l’ordre de l’empereur Constantin VII Porphyrogénète auquel elle est dédiée, et auquel elle a été attribuée jusqu'au XIXe siècle.

## Contenu
L'encyclopédie a pour objectif de recenser et de synthétiser les connaissances théoriques et pratiques accumulées durant les siècles précédents sur l’agriculture (culture des céréales, horticulture, élevage, apiculture, œnologie…). Elle est sur ce thème l’unique ouvrage en grec qui ait été conservé, et l’héritière d’une tradition que l’on fait remonter à Hésiode (au VIIIe siècle av. J.-C.) et qui fut florissante à l’époque hellénistique.
Environ les quatre cinquièmes du corpus des Geoponica sont issus d’un traité du VIe siècle de Cassianus Bassus. Ce traité a pour source primaire une compilation réalisée au IVe siècle par Vindonius Anatolius de Béryte. Cette dernière à son tour était tirée de diverses sources, notamment Magon de Carthage, le pseudo-Démocrite, Pline l'Ancien, Julius Africanus.
On connaît une cinquantaine de manuscrits des Geoponica datés entre le Xe et le XVIe siècle, ce qui atteste de la réputation de ce manuel et de l’estime dans laquelle il était tenu. Les livres 6, 7 et 8, traitant de l’œnologie, furent traduits en latin dès 1137 par Burgundio de Pise. Les premières traductions complètes datent de la Renaissance :
- 1538-1541 (latin)
- 1542 (italien)
- 1543 (français)
- 1551 (allemand).

## Traductions
- (la) Constantini Cæsaris selectorum præceptionum de agricultura libri viginti, Iano Cornerio medico physico interprete. Venise 1538 ; Bâle 1538, 1539, 1540 ; Lyon 1541 en ligne
- (fr) Les XX livres de Constantin Cesar, ausquelz sont traictez les bons enseignements d’agriculture trad. Anthoine Pierre ;  Poitiers 1543 Livres 6-8 en ligne
- (en) Geoponika trad. Thomas Owen ;  Londres 1804 en ligne
- (grc) Geoponica sive Cassiani Bassi scholastici de re rustica eclogae ed. H.Beckh ; B.G.Teubner, Leipzig 1895 ;  (ISBN 3-598-71387-8)
- (ru) Geoponiki trad. E. Lipshits ; Moscou 1960
- (fr) Livres 16 et 17 dans Des chevaux et des bœufs dans le monde grec: Réalités et représentations animalières à partir des livres XVI et XVII des Géoponiques de S. Georgoudi Paris 1990
- (es) Geopónica, o, Extracto de agricultura de Casiano Baso trad. M.J. Meana, J.I. Cubero, P. Sáez ; Madrid 1998 ;  (ISBN 8-474-98462-9)
- (en) Geoponika: Farm Work trad. A. Dalby ; Totnes (Angleterre) 2011  (ISBN 9781903018699)
- (fr) Géoponiques, J-P. Grélois et J. Lefort, AcHByz, Paris, 2012.